# Дніпровський державний технічний університет
Дніпровський державний технічний університет — український державний вищий навчальний заклад, розташований у Кам'янському, підпорядкований Міністерству освіти і науки України. Має IV рівень акредитації. З 2000 року ДДТУ має право на підготовку іноземних громадян за базовими напрямами (спеціальностями).
В ВНЗ присутні: безкоштовне навчання, платне навчання, військова кафедра, гуртожитки, аспірантура, докторантура, післядипломна освіта.

### Форми навчання
- денна;
- заочна;
- екстернат.

## Факультети
- Металургійний факультет
- Хіміко-технологічний факультет
- Факультет економіки та менеджменту
- Факультет менеджменту, економіки, соціології та філології
- Факультет електроніки та комп'ютерної техніки
- Механічний факультет
- Енергетичний факультет
- Заочний факультет
- Факультет післядипломної освіти

## Історія
Дніпровський державний технічний університет було засновано 25 квітня 1920 за рішенням Катеринославського губернського відділу професійної освіти в місті Кам'янському, де був розташований один з найбільших металургійних заводів півдня країни, був відкритий політехнікум — попередник сучасного технічного університету. Дніпровський державний технічний університет пройшов великий шлях свого становлення, розвитку та розквіту. Політехнікум в 1920 р., через рік — робочий технікум з правом випуску інженерів вузької спеціальності.

### Радянська епоха
Відповідно до постанови Вищої Ради Народного господарства СРСР від 24 травня 1930 року навчальний заклад перейменовано у Вечірній металургійний інститут. Кам'янський вечірній металургійний інститут на початку 30-х років став своєрідним навчальним комбінатом загальносоюзного значення, в якому готувалися висококваліфіковані інженерно-технічні кадри для металургійної промисловості як України, так і всього Союзу.
Німецько-радянська війна перервала мирну роботу університету. Найцінніше обладнання було вивезено у Магнітогорськ й інші міста Уралу, багато викладачів і співробітників університету стали на захист Батьківщини. Збиток, нанесений інституту, був дуже значним. Після звільнення міста почалася велика робота оновлення і відродження інституту. Поступово металургійний інститут відновив і продовжив свою плідну діяльність.
1960 р. було реорганізовано в завод-ВТНЗ та Дніпродзержинський вечірній металургійний інститут ім. М. І. Арсеничева. У системі заводу-ВТНЗ знайшли своє віддзеркалення зміни, що відбулися у промисловому розвитку Дніпродзержинська. Зокрема, розвиток хімічних підприємств обумовив прийом за спеціальностями: хімічна технологія твердого палива, автоматизація і комплексна механізація підприємств хімічної промисловості. Надалі спеціалізація підготовки інженерів за системою заводу-втузу змінювалася, але металургійний профіль продовжував переважати.
Подальший розвиток вишу викликало необхідність нового будівництва. В 1967 р. зведений новий навчально-лабораторний корпус (№ 3), а 1968 р. — Здано в експлуатацію студентський гуртожиток.
Все більше назрівали умови для реорганізації вишу. З'являються нові спеціальності: металургія і технологія зварювального виробництва, технологія неорганічних речовин та хімічних добрив; електропривод і автоматизація виробничих процесів; технологія машинобудування, металорізальні верстати та інструменти та інші. Виш фактично втрачає свій металургійний профіль.
У травні 1967 року інститут завод-ВТНЗ було реорганізовано в індустріальний інститут ім. М. І. Арсеничева. На п'яти його факультетах — металургійному, технологічному, хіміко-технологічному, вечірньому та загальнотехнічному навчалося близько 5 тисяч студентів. Підготовка інженерних кадрів в інституті велася по чотирьох напрямках: металургія, хімія, машинобудування та енергетика.
Період 60-х — першої половини 80-х років характеризувався зростанням матеріально-технічної бази інституту, появою нових напрямків у підготовці фахівців та наукових дослідженнях. Головна лінія розвитку інституту виявилося у зростанні його, як вищого навчального закладу і наукового центру.
У 70-ті роки інститут увійшов, очолюваний новим керівництвом. Ректором інституту став Логінов Володимир Іванович. За майже 25 років його роботи на посаді ректора, з 1963 по 1988 рр. виш зріс майже втричі: були побудовані нові сучасні навчальні корпуси № 3, № 5, № 6, № 7. Виш із невеликого регіонального заводу-втузу перетворився на великий сучасний індустріальний інститут республіканського і союзного значення.
Вступаючи в кожне нове десятиліття, Дніпродзержинський індустріальний інститут ставив перед собою завдання, над виконанням яких працювали професорсько-викладацький склад, студенти, співробітники.
У 70-ті роки інститут мав уже шість факультетів: металургійний, хіміко-технологічний, вечірній, загальнотехнічний. Навчально-виховну і наукову роботу у виші здійснювали 30 кафедр, на яких працювали 4 доктори наук, професори; 110 кандидатів наук, доцентів, більше 140 викладачів без учених ступенів.
1968 р. В. І. Логіновим був заснований великий музей історії вишу. На початку 80-х років було відбудовано і введено в дію навчально-аудиторний корпус № 6.
До середини 80-х років розвиток інституту тривало. Фундамент для розвитку матеріальної бази та розширення профілів підготовки фахівців, закладений у 60-70 роки, дозволив планомірно, за кілька років відкрити нові спеціальності і ввести в експлуатацію новий комплекс. У ці роки індустріальний інститут став провідним вишем у когорті металургійних вишів республіки, сформувався великий висококваліфікований професорсько-викладацький склад, чітко визначилися основні напрямки навчально-методичної, науково-дослідної та виховної роботи, сформувалися основні кафедри та факультети, склалися певні традиції і звичаї всього колективу вишу.
1988 р. ректором університету став А. П. Огурцов. Його комплексний підхід до вирішення актуальних проблем вишівського життя дав можливість поступово трансформувати університет до якісно нового рівня.

### Сучасність
27 жовтня 1993 р. Колегія міністерства освіти України постановою надала Дніпродзержинському індустріальному інституту статус Державного технічного університету. Виш почав відкривати нові гуманітарні та технічні спеціальності: прикладну математику, правознавство (промислове право), машини та апарати харчових виробництв, металургія і хімія рідкісних і розсіяних металів тощо.
У вересні 1994 р. створено економічний факультет.
За історію свого існування технічний університет накопичив великий досвід підготовки висококваліфікованих фахівців. У виші завжди працювали і працюють сьогодні досвідчені фахівці, педагоги та науковці. Так, наприклад, в інституті плідно працювали знаменитий у світі металург, з плином часу академік, віце-президент АН СРСР І. П. Бардін, професор І. О. Андрєєв (сталеплавильник), доцент Б. А. Діамантів (доменщик), доцент Б. М. Полєтаєв (теплотехник), професор, завідувач кафедрою Е. Ф. Цуканов (енергетик), завідувач кафедри математики П. І. Рубанов.
Професором кафедри автомобілів та автомобільного господарства запрошено Б. П. Середу, котрого у 2015 р. рішенням загальних зборів АН ВШ України позбавлено звання академіка за виявлення у його наукових працях плагіату.

## Хронологія
- 1920 — початкова назва — Кам'янський політехнікум
- 1921 — реорганізація в Кам'янський робочий технікум
- 1930 — реорганізація в вечірній металургійний інститут
- 1960 — реорганізація в Дніпродзержинський металургійний завод-ВТНЗ
- 1967 — реорганізація в Дніпродзержинський індустріальний інститут ім. М. І. Арсеничева
- 1994 — реорганізація в Дніпродзержинський державний технічний університет
- 2016 — перейменування в Дніпровський державний технічний університет

## Ректори
- 1963–1989 — Логінов Володимир Іванович
- 1988-2003 — Огурцов Анатолій Павлович
- 2003-2008 — Павлюченков Ігор Олександрович
- 2008-2022 — Коробочка Олександр Миколайович
- 2023-т.ч. — Гуляєв Віталій Михайлович[2]

## Відомі випускники
- Брежнєв Леонід Ілліч
- Дубина Олег Вікторович
- Кравченко Віктор Андрійович
- Цуканов Георгій Еммануїлович
- Лавріненко Валерій Іванович
- Роговський Олександр Іванович, Герой України (2024)